# Turnês promocionais de Avril Lavigne
Este é um anexo que lista as turnês promocionais feitas por Avril Lavigne. A primeira foi iniciada divulgando o álbum Let Go e o Under My Skin, intitulada de Mall Tour. Nessa turnê Avril fez 27 espetáculos em 27 shopping centers diferentes. A turnê aconteceu apenas na América Anglo-Saxônica, com duração de pouco mais de um mês. Em 2007, após o lançamento de seu terceiro álbum de estúdio The Best Damn Thing, Avril voltou com uma turnê chamadaThe Best Damn Thing Promotional Tour, que passou pela América do Norte, Europa e Ásia, e marcou sua primeira viagem à China. Ao todo ocorreram 43 apresentações em festivais musicais, apresentações em televisão, entre outras performances em quase 2 meses de duração. O setlist mudava de acordo com os locais de apresentações.

## Live by Surprise Tour
A Live by Surprise Tour nomeada também de Mall Tour foi uma turnê promocional feita por Lavigne em 21 cidades da América Anglo-Saxônica. A turnê começou em 04 de março de 2004, para promover o álbum Under My Skin. Cada cidade recebeu um show ao vivo acústico com as canções de seu até então álbum de inéditas. Ela esteve acompanhada pelo guitarrista Evan Taubenfeld. A primeira apresentação foi em Bloomington, no shopping center Mall of America. Lavigne fez também um show gratuito para aproximadamente quatro mil pessoas em um shopping localizado no sul de Seattle.
1. "He Wasn't"
2. "My Happy Ending"
3. "Don't Tell Me"
4. "Take Me Away"
5. "Nobody's Home"
6. "Sk8er Boi"
7. "Complicated"

### Datas e locais
| América do Norte    |               |                |                              |
| 04 de Março de 2004 | Bloomington   | Estados Unidos | Mall of America              |
| 05 de Março de 2004 | Milwaukee     | Estados Unidos | Regency Mall                 |
| 08 de Março de 2004 | Chicago       | Estados Unidos | Spring Hill Mall             |
| 09 de Março de 2004 | Detroit       | Estados Unidos | Somerset Collection          |
| 11 de Março de 2004 | Toronto       | Canadá         | Fairview Mall                |
| 12 de Março de 2004 | Orleans       | Canadá         | Place d'Orléans              |
| 15 de Março de 2004 | Montreal      | Canadá         | Carrefour Laval              |
| 16 de Março de 2004 | Boston        | Estados Unidos | Shops at Prudential Center   |
| 17 de Março de 2004 | Nova York     | Estados Unidos | Westfield Garden State Plaza |
| 18 de Março de 2004 | Filadélfia    | Estados Unidos | Franklin Mills               |
| 19 de Março de 2004 | Washington    | Estados Unidos | Westfield Montgomery         |
| 22 de Março de 2004 | Atlanta       | Estados Unidos | North Point Mall             |
| 23 de Março de 2004 | Cincinnati    | Estados Unidos | Florence Mall                |
| 24 de Março de 2004 | Cleveland     | Estados Unidos | Westfield SouthPark          |
| 25 de Março de 2004 | Indianápolis  | Estados Unidos | Glendale Town Center         |
| 26 de Março de 2004 | St. Louis     | Estados Unidos | Jamestown Mall               |
| 01 de Abril de 2004 | Calgary       | Canadá         | Southcentre Mall             |
| 06 de Abril de 2004 | Vancouver     | Canadá         | Metrotown                    |
| 07 de Abril de 2004 | Seattle       | Estados Unidos | Westfield Southcenter        |
| 08 de Abril de 2004 | Portland      | Estados Unidos | Clackamas Town Center        |
| 09 de Abril de 2004 | San Francisco | Estados Unidos | Southland Mall               |
| 12 de Abril de 2004 | Los Angeles   | Estados Unidos | Glendale Galleria            |
| 13 de Abril de 2004 | Phoenix       | Estados Unidos | Fiesta Mall                  |
| 14 de Abril de 2004 | Seattle       | Estados Unidos | Southwest Plaza              |
| 15 de Abril de 2004 | Houston       | Estados Unidos | Katy Mills                   |
| 16 de Abril de 2004 | Dallas        | Estados Unidos | Vista Ridge Mall             |

## The Best Damn Thing Promotional Tour
The Best Damn Thing Promotional Tour foi uma turnê promocional da artista canadense Avril Lavigne. Alcançando a América do Norte, Europa e Ásia, a turnê foi feita para a promoção do terceiro álbum de estúdio da artista, The Best Damn Thing. Lavigne a realizou em diversos festivais de música nos Estados Unidos, Reino Unido e da Irlanda, Alemanha e França, entre outros países. O show em Calgary foi filmado para um programa especial de televisão intitulado "Avril Lavigne: Exclusive". No Brasil foi lançado um álbum ao vivo Live In Calgary, com cenas das mesmas imagens que foram trasmitidas pela televisão. A divulgação terminou em 12 de abril de 2007, com mais de 40 shows em vários países, estando a América do Norte com mais locais de apresentações.

### Setlist
16 de fevereiro de 2007—7 de junho de 2007
1. "Girlfriend"
2. "I Can Do Better"
3. "Everything Back But You"
4. "The Best Damn Thing"
5. "Sk8er Boi"
6. "When You're Gone"
7. "I'm with You"

22 de junho de 2007—3 de agosto de 2007
1. "Girlfriend"
2. "Sk8er Boi"
3. "My Happy Ending"
4. "I Always Get What I Want"
5. "Losing Grip" (mesclando com a canção "Kashmir")
6. "I'm with You"
7. "Everything Back But You"
8. "The Best Damn Thing"
9. "He Wasn't"
10. "All the Small Things"
11. "Complicated"

28 de novembro de 2007—16 de dezembro de 2007
1. "Girlfriend"
2. "I Can Do Better"
3. "My Happy Ending"
4. "Complicated"
5. "I'm with You"
6. "All the Small Things"
7. "I Always Get What I Want"
8. "Hot"
9. "Sk8er Boi"

Chiba, Osaka, Shanghai, Chek Lap Kok, Moscou, Zapopan, Monterrey e Cidade do México
1. "Girlfriend"
2. "I Can Do Better"
3. "Complicated"
4. "My Happy Ending" (mesclando com "Innocence")
5. "Hot"
6. "I Always Get What I Want"
7. "I'm with You"
8. "Losing Grip"
9. "Tomorrow"
10. "Don't Tell Me"
11. "When You're Gone"
12. "Everything Back But You"
13. "The Best Damn Thing"
14. "He Wasn't"

Ainda
1. "All the Small Things"
2. "Sk8er Boi"

Notas
- "Nobody's Home" e "Keep Holding On" foram cantados em Chiba, Osaka, Shanghai, Chek Lap Kok e Moscou.
- "Hot" e "I Always Get What I Want"  não foram cantados em Chiba, Osaka, Shanghai, Chek Lap Kok e Moscou.
- "Runaway" foi cantato ao invés de "Tomorrow" em Chiba, Osaka, Xangai, Chek Lap Kok e Moscou.
- "I Don't Have to Try" foi cantado ao invés de "All the Small Things" em Chiba, Osaka, Shanghai, Chek Lap Kok e Moscou.

### Datas
| Data                      | Cidade            | País           | Local                           |
| ------------------------- | ----------------- | -------------- | ------------------------------- |
| América do Norte          |                   |                |                                 |
| 16 de fevereiro de 2007   | Calgary           | Canadá         | The Grand                       |
| 5 de março de 2007[A]     | Los Angeles       | Estados Unidos | Fox Studios Lot                 |
| Europa                    |                   |                |                                 |
| 19 de março de 2007       | London            | Inglaterra     | Scala                           |
| 25 de março de 2007[B]    | Paris             | França         | Élysée Montmartre               |
| América do norte          |                   |                |                                 |
| 16 de maio de 2007        | Nova York         | Estados Unidos | Times Square                    |
| 7 de junho de 2007[C]     | Las Vegas         | Estados Unidos | Pearl Concert Theater           |
| Europa                    |                   |                |                                 |
| 22 de junho de 2007[D]    | Paris             | França         | Zénith de Paris                 |
| 26 de junho de 2007       | Madrid            | Espanha        | Circo Price                     |
| 28 de junho de 2007       | Amsterdam         | Países Baixos  | Hotel Arena                     |
| 29 de junho de 2007[E]    | Catânia           | Itália         | Piazza del Duomo                |
| 1 de julho de 2007[F]     | Gothenburg        | Suécia         | Frihamnen                       |
| 2 de julho de 2007        | Berlim            | Alemanha       | Europa-Center                   |
| 3 de julho de 2007[G]     | Bruxelas          | Bélgica        | Place de Brouckère              |
| 7 de julho de 2007[H]     | Naas              | Irlanda        | Punchestown Racecourse          |
| 8 de julho de 2007[I]     | Perth and Kinross | Escócia        | Balado                          |
| 10 de julho de 2007[J]    | Locarno           | Suíça          | Piazza Grande di Locarno        |
| 11 de julho de 2007[K]    | Frankfurt         | Alemanha       | Opernplatz                      |
| 12 de julho de 2007[K]    | Hamburg           | Alemanha       | Hamburger Stadtpark             |
| 14 de julho de 2007[L]    | Istanbul          | Turquia        | Parkorman                       |
| 17 de julho de 2007[M]    | Atenas            | Grécia         | Estádio Olímpico                |
| 18 de julho de 2007[N]    | Rome              | Itália         | Ippodromo delle Capannelle      |
| 19 de julho de 2007[O]    | Berna             | Suíça          | Gurten                          |
| América do norte          |                   |                |                                 |
| 3 de agosto de 2007[P]    | Grand Prairie     | Estados Unidos | Nokia Theater at Grand Prairie  |
| Ásia                      |                   |                |                                 |
| 11 de agosto de 2007[Q]   | Chiba             | Japão          | Chiba Marine Stadium            |
| 12 de agosto de 2007[Q]   | Osaka             | Japão          | Maishima Sports Island          |
| 15 de agosto de 2007      | Shanghai          | China          | Shanghai Qi Zhong Tennis Center |
| 17 de agosto de 2007      | Chek Lap Kok      | Hong Kong      | AsiaWorld-Arena                 |
| 18 de agosto de 2007      | Chek Lap Kok      | Hong Kong      | AsiaWorld-Arena                 |
| Europa                    |                   |                |                                 |
| 5 de outubro de 2007      | Moscou            | Rússia         | Клуб Б1 Maximum                 |
| América do norte          |                   |                |                                 |
| 19 de outubro de 2007     | Zapopan           | México         | Telmex Auditorium               |
| 21 de outubro de 2007     | Monterrey         | México         | Auditorio Coca-Cola             |
| 23 de outubro de 2007     | Cidade do México  | México         | Palacio de los Deportes         |
| 28 de novembro de 2007[R] | Montreal          | Canadá         | Bell Centre                     |
| 1 de dezembro de 2007[S]  | Stockton          | Estados Unidos | Stockton Arena                  |
| 2 de dezembro de 2007     | Burnaby           | Canadá         | Swangard Stadium                |
| 3 de dezembro de 2007[T]  | Portland          | Estados Unidos | Rose Garden                     |
| 5 de dezembro de 2007[U]  | Council Bluffs    | Estados Unidos | Mid-America Center              |
| 7 de dezembro de 2007[T]  | Minneapolis       | Estados Unidos | Target Center                   |
| 9 de dezembro de 2007[V]  | Houston           | Estados Unidos | Toyota Center                   |
| 10 de dezembro de 2007[W] | Duluth            | Estados Unidos | Arena at Gwinnett Center        |
| 13 de dezembro de 2007[T] | Lowell            | Estados Unidos | Tsongas Arena                   |
| 14 de dezembro de 2007[T] | Nova York         | Estados Unidos | Madison Square Garden           |
| 16 de dezembro de 2007[T] | Camden            | Estados Unidos | Susquehanna Bank Center         |

Festivais e performances diversas
| A Esse show fez parte do "Nissan Live Sets on Yahoo! Music" B Esse show fez parte do "MTV Live" C Esse show fez parte do "Nina's Night Out" D Esse show fez parte do "Europe 2 Live" E Esse show fez parte do "Festivalbar" F Esse show fez parte do "Pier Pressure" G Esse show fez parte do "Wilkinson American Movie Day" H Esse show fez parte do "Oxegen" I Esse show fez parte do "T in the Park" J Esse show fez parte do "Moon and Stars Festival" K Esse show fez parte do "Opern Air Festival" L Esse show fez parte do "Masstival" M Esse show fez parte do "Fly Beeyond Festival" | N Esse show fez parte do "Roma Rock Festival" O Esse show fez parte do "Gurtenfestival" P Esse show fez parte do "106.1 KISS FM's KISS Party" Q Esse show fez parte do "Summer Sonic Festival" R Esse show fez parte do "Unite Against AIDS" S Esse show fez parte do "KHOP@95.1's Jingle Ball" T Esse show fez parte do "KIIS-FM Jingle Ball\|Jingle Ball" U Esse show fez parte do "Q98.5 Santa Slam" V Esse show fez parte do "KRBE 104.1's Jingle Jam" W Esse show fez parte do "Star 94's Jingle Jam" |